# チョコチップクッキー (ブルボン)

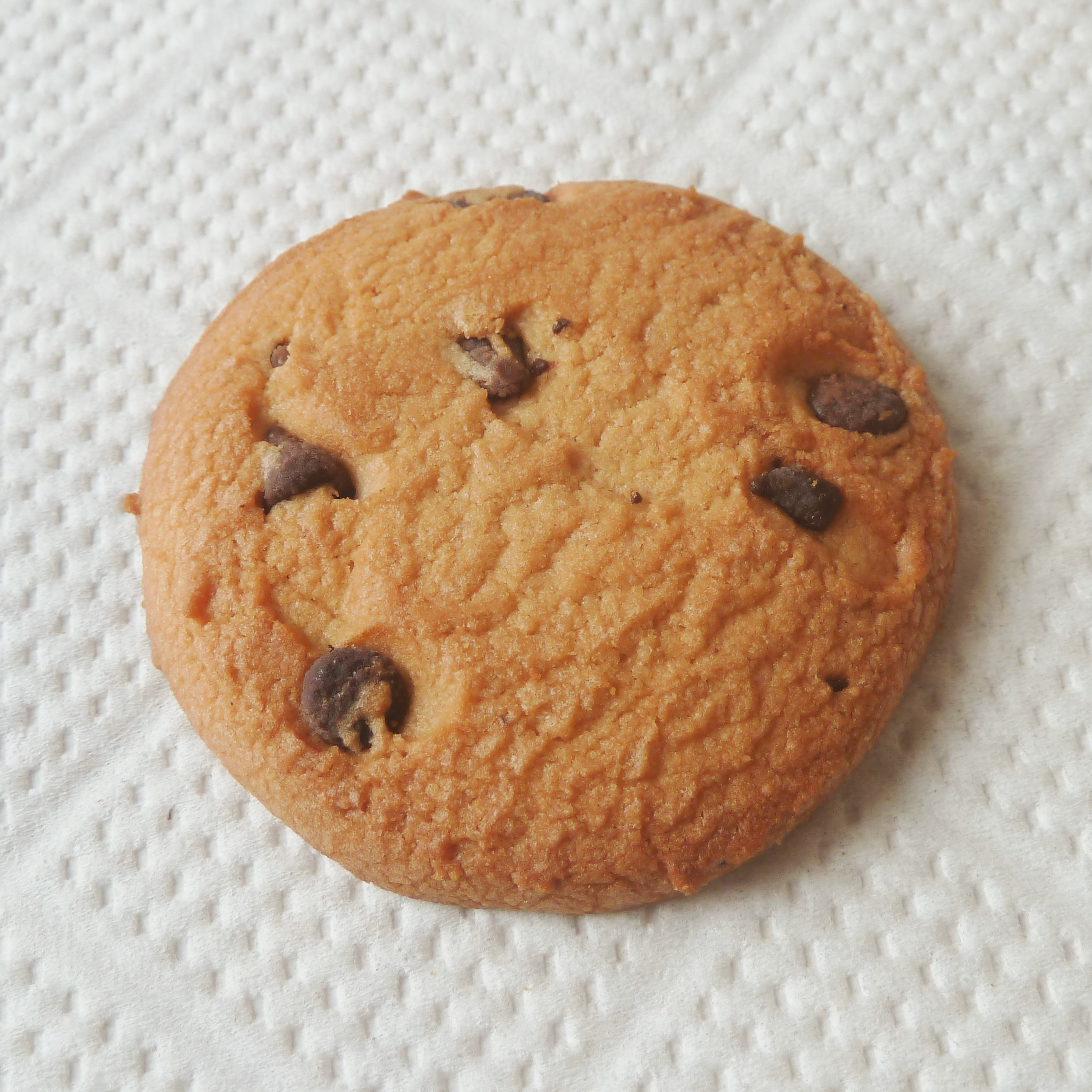
ブルボンのチョコチップクッキー

チョコチップクッキーは、ブルボンの製造するビスケットである。長らく15枚入りであったが、2018年10月23日からは分包装9枚入りとなった。チョコチップ12％配合。

## 原材料名・添加物名
- 小麦粉
- 砂糖
- ショートニング
- 植物油脂
- カカオマス
- 鶏卵
- 加糖脱脂練乳[2]
- コーンスターチ
- ココアパウダー
- 小麦胚芽
- 乳糖
- 食塩
- ぶどう糖
- 香辛料
- 乳化剤 (大豆由来）
- 膨張剤
- 香料
- 着色料 - カロテン

## チョコチップクッキーに含まれるアレルギー物質
- 小麦
- 卵
- 乳
- 大豆

※特定原材料等27品目中